# Підосичний Владислав Володимирович
Владисла́в Володи́мирович Підоси́чний (1998—2022) — сержант Збройних сил України, учасник російсько-української війни.

## З життєпису
Народився 30 грудня 1998 року в селі Бежів Черняхівського району Житомирської області. Дошкільні роки з батьками прожив у селі Вовчок на Вінниччині. Після розлучення батьків, з мамою повернувся в село Бежів, де й пішов до місцевої школи. З п'ятого класу продовжив навчання у Головинській гімназії. У Головинському ВПТУ здобув професію тракториста-машиніста, водія автотранспортних засобів та слюсаря з ремонту машин. Підтримував маму Олену і молодшу сестру Вікторію.
У 2019 році призваний на службу до лав ЗСУ. З 2020 року став учасником бойових дій на сході України.
Загинув 24 лютого 2022 року під час виконання бойового завдання поблизу населеного пункту Охтирка Сумської області.
15 березня 2022 року похований у рідному селі.
Без Владислава лишилися мама Олена Солякова і сестра.

## Нагороди і вшанування
- орден «За мужність» ІІІ ступеня (посмертно)[4]
- Міською адміністрацією міста Суми нагороджено орденом «Захисник України Герой міста Суми» (посмертно) від 14.06.2023